# Прогрессивный блок
Прогресси́вный блок — объединение депутатских фракций IV Государственной думы и Госсовета Российской империи в годы Первой мировой войны 1914—1918 гг. Образован в августе 1915, когда патриотический подъём первых месяцев войны сменился тревогой, вызванной весенне-летним отступлением русских войск. Состоял преимущественно из представителей парламентских партий прогрессистов, кадетов, октябристов и сблизившихся с октябристами «прогрессивных русских националистов». После Февральской революции лидеры объединения, кроме националистов, вошли во Временное правительство России — так называемое «правительство народного доверия».

## Обстоятельства создания
Весенне-летние поражения русских войск от германской армии в 1915 нарушили «единение» царя с IV Государственной думой.
19 июля 1915 открылась 4-я думская сессия. Крайние правые полностью поддержали правительственную декларацию. Но другие фракции — от националистов до кадетов — выступили с критикой правительства И. Л. Горемыкина, требуя создания «кабинета, пользующегося доверием страны». Вокруг этого лозунга объединились большинство фракций Думы и часть фракций Госсовета.
9-22 августа 1915 в Думе и Госсовете по инициативе лидера кадетов П. Н. Милюкова между депутатами были проведены переговоры, которые привели к подписанию 22 августа 1915 г. формального соглашения, получившего название Прогрессивный блок (по др. источникам Блок создан 25 августа). Фактический лидер Прогрессивного блока Милюков строил планы оказывать силами депутатов коалиции давление на правительство, понуждать последнее к реформам.
В Блок вошли представители 6 фракций Государственной думы: кадеты (59 депутатов), «прогрессисты» (48), левые октябристы из фракции «Союз 17 октября», часть депутатов из фракций правых октябристов-земцев, группы Центра и правых националистов-прогрессистов во главе с В. В. Шульгиным (в начале 1915 последний основал фракцию «прогрессивных русских националистов» в Думе). Всего 236 думцев из 442 членов Государственной думы. Также в объединение вошли 3 фракции Госсовета (центр, академическая группа и внепартийные). Всего же в Блок вошло более 300 человек. Вне его пределов остались думские фракции крайне правых монархистов и националистов, безоговорочно поддерживавшие правительство, а также социал-демократы-меньшевики и трудовики (2 последних фракции левых, хотя и называли этот парламентский союз «желтым блоком», фактически солидаризировались с его политикой).

## Состав
Ведущее место в Прогрессивном блоке занимали кадеты. 
Для ведения практической работы Прогрессивного блока было избрано Бюро из 25 человек (председатель — член Госсовета октябрист В. В. Меллер-Закомельский; с 4 сентября 1915 — руководитель депутатской группы «Союз 17 октября» левый октябрист С. И. Шидловский), в которое вошли кадеты П. Н. Милюков, А. И. Шингарёв, прогрессисты И. Н. Ефремов, А. И. Коновалов, левый октябрист А. И. Звегинцев, октябристы-земцы М. С. Акалелов, М. М. Алексеенко (председатель бюджетной комиссии Думы), И. И. Дмитрюков, граф Д. П. Капнист 2-й и Н. А. Ростовцев, председатель фракции Центра В. Н. Львов и его заместитель П. Н. Крупенский 1-й (секретарь думской части Блока), «прогрессивные» националисты В. В. Шульгин, А. И. Савенко, граф В. А. Бобринский 2-й и др.
В Прогрессивный блок также входили центристы Б. И. Кринский, Н. Д. Крупенский 2-й, А. Н. Лихачёв, С. А. Рыблов, Д. Н. Сверчков, прогрессисты-националисты А. Г. Альбицкий, И. Ф. Половцов 2-й, И. А. Рындовский, октябристы-земцы А. И. Алехин, Н. И. Антонов, М. И. Арефьев, А. А. Лодыженский, Л. Г. Люц, М. В. Родзянко 1-й (председатель Государственной думы), С. Н. Родзянко 2-й, Н. В. Савич, П. А. Хохлов, левые октябристы М. Г. Аристаров, Н. А. Хомяков, кадеты В. И. Алмазов, А. Г. Афанасьев, Н. В. Некрасов, Ф. И. Родичев, А. С. Салазкин, московский городской голова М. В. Челноков, прогрессисты А. А. Барышников, Н. И. Родзевич, независимые М. А. Караулов, Е. Д. Логвинов, беспартийный Н. Н. Рычков и др.

## Программа
Программа (Декларация) Прогрессивного блока сводилась к требованиям создания «правительства доверия», проведения политики, направленной на «сохранение внутреннего мира», частичной амнистии осуждённых по политическим и религиозным делам, отмены некоторых ограничений в правах крестьян («уравнение крестьян в правах») и национальных меньшинств («вступление на путь отмены ограничительных в отношении евреев законов», «автономия Польши», прекращение репрессий против «малороссийской печати»), предоставления больших возможностей для местного самоуправления («пересмотр земского положения», «волостное земство»), восстановления деятельности профсоюзов. Содержание программы определялось стремлением найти почву для соглашения с правительством на основе минимума либеральных реформ и доведения войны до «победного конца». Это была последняя попытка конструктивных сил общества заставить монарха допустить минимум либеральных реформ, чтобы избегнуть широкого недовольства и отторжения от верховной власти даже столичной элиты, — тем самым, предотвратить возможную революцию-катастрофу в условиях мировой войны. По максимуму депутаты Прогрессивного блока готовы были предложить новый состав правительства. При этом подразумевалась незыблемость Основных Законов Российской империи, по которым новое правительство было бы подотчётно по-прежнему не Думе, а Царю. Данная программа оказалась неприемлемой для Николая II. 3 сентября 1915 Дума была распущена на каникулы.

## Участие в политическом процессе 1915—1917 гг
Попытка главноуправляющего землеустройством и земледелием А. В. Кривошеина образовать «правительство общественного доверия» была отвергнута Николаем II и привела к отставке Кривошеина (октябрь 1915).
Думская оппозиция в лице Прогрессивного блока заняла выжидательную позицию, рассчитывая на компромисс со Двором. Члены Государственной думы активно сотрудничали с правительством, принимая участие в работе особых совещаний.
9 февраля 1916 возобновились занятия Думы. Думцам было предложено работать с новым председателем Совета министров Б. В. Штюрмером.
Крайнее обострение политического положения в столицах осенью 1916 провоцировало депутатов Прогрессивного блока взять более решительный тон. Вместе с тем, депутатам-прогрессистам это казалось уже недостаточным и в знак протеста против отсутствия в декларации Блока требований ответственного министерства и создания следственной комиссии для расследования действий правительства, 31 октября 1916 фракция прогрессистов вышла из Прогрессивного блока.
Открывшаяся 1 ноября 1916 5-я сессия Думы приступила к обсуждению общего положения в стране. Прогрессивный блок потребовал отставки главы правительства Б. В. Штюрмера, а также создания «ответственного министерства». Вынужденный пойти на отставку Штюрмера (10 ноября), Николай II и его ближайшее окружение, тем не менее, продолжали прежнюю политику, что привело к дальнейшему обострению положения.
6(18) ноября 1916 товарищами (заместителями) председателя Государственной думы были избраны представители Прогрессивного блока — левый кадет Н. В. Некрасов и националист-прогрессист В. А. Бобринский 2-й.
Дума, в лице Прогрессивного блока, продолжила конфронтацию с царем.
Новый глава правительства А. Ф. Трепов предложил Думе несколько частных законопроектов. В ответ Дума во главе с Прогрессивным блоком выразила недоверие правительству. К ней присоединился Государственный совет. Это свидетельствовало о полной изоляции монарха и правительства.
16 декабря 1916 Дума была опять распущена на каникулы (17 декабря был убит Г. Е. Распутин).
27 декабря 1916 получил отставку А. Ф. Трепов и в тот же день главой правительства безо всяких консультаций с думскими лидерами Николай II назначил Н. Д. Голицына.
В день возобновления заседаний Думы, 14 февраля 1917, представители парламентских партий пытались организовать демонстрацию к Таврическому дворцу под лозунгом доверия Государственной думе в лице Прогрессивного блока.
25 февраля император снова приостановил деятельность Думы. Февральская революция 1917 прервала деятельность Прогрессивного блока. Многие из его руководителей вошли в состав Временного комитета Государственной думы, а затем — Временного правительства.
Следует отметить, что сразу же после получения власти деятели Временного правительства отбросили выдвигавшийся ими ранее лозунг «ответственного перед Думой правительства», де-факто, а затем и де-юре, распустив Государственную Думу.